# Enrique Diemecke
Enrique Arturo Diemecke, né le 9 juillet 1955  est un violoniste et chef d'orchestre mexicain.

## Biographie
Diemecke vient d'une famille de musiciens de Leipzig. Il a commencé à jouer du violon à six ans et a étudié pendant plusieurs années avec Henryk Szeryng. Dès ses neuf ans, il s'intéresse également au cor, au piano et aux percussions. Il étudie à l'Université catholique d'Amérique à Washington D.C. et la direction d'orchestre à l'École Pierre Monteux, avec Charles Bruck.
Après avoir remporté un concours de chef d’orchestre (Exxon) en 1983, il commence une carrière professionnelle en tant que directeur musical, avec l'orchestre symphonique national du Mexique, l'Orchestre philharmonique de Bogota, l'Orchestre philharmonique de Buenos Aires au Théâtre Colón, l'Orchestre symphonique Simón Bolívar du Venezuela. En Amérique du Nord, il dirige l’orchestre symphonique de Long Beach (Californie) et l'Orchestre symphonique de Flint (Michigan).
Enrique Diemecke a également dirigé l'Orchestre national de France à Paris, pour les Victoires de la musique classique et du jazz, avec les solistes Cecilia Bartoli, Jean-Yves Thibaudet, Maria João Pires et Pierre Amoyal.
En 2001, il apparaît pour la première fois à la tête de l'Orchestre philharmonique de Malaisie, l'Orchestre national de Lyon et l’orchestre national de Montpellier. En 2002, il fait ses débuts au Proms avec l’Orchestre symphonique de la BBC et en 2005, il fait ses débuts avec l'Orchestre philharmonique royal de Liverpool et à l'Opéra de Washington,,,.
Depuis 2007, Enrique Arturo Diemecke est directeur artistique de l'Orchestre philharmonique de Buenos Aires. En 2017, il est nommé directeur général artistique et de production du Teatro Colón.

## Prix et récompenses
- En 2002, il a remporté un prix  des Latin Grammy Awards  pour l'enregistrement  des concertos pour piano et violon de Carlos Chavez  avec le  violiniste Pablo Roberto Diemecke et le pianiste Jorge Federico Osorio.
- Grand Prix de l' Académie du Disque Lyrique de France, pour  l'enregistrement  de l'opéra Le Jongleur de Notre-Dame, de Jules Massenet avec le  ténor Roberto Alagna et l'orchestre de Montpellier ( Deutsche Grammophon) (2010).
- Les prix Jean Fontaine, Orphéo  d'or et Fanny Eldie, Orphéo d'or en 2002 pour son enregistrement des Exilés de Sibérie de Donizetti avec  L'Orchestre philharmonique de Montpellier-Languedoc-Roussillon.
- Le prix Bruno Walter Orphéo d'Or pour la « meilleure direction d'opéra » pour son enregistrement en direct de Parisianisme de Mascagni Parisina, au festival d'été de Radio France (1999).
- La médaille Mozart (première édition) décernée par les gouvernements de l'Autriche et du Mexique.
- La médaille d'or de l'institut national des Beaux arts du Mexique pour sa carrière artistique et sa contribution musicale d'excellence.
- Le Maestro Diemecke a été nommé aux Grammy Awards pour son enregistrement avec l'orchestre de Flint de la première symphonie de Gustav Mahler dans sa version de 1896 qui inclut le mouvement Blumine[6].

## Enregistrements
- Villa-Lobos, Symphonie no 4, Victoria ;  concerto no. 2  pour violoncelle ; Amazonas
- Rítmicas de Tambuco (groupe musical)
- Prieto, Tres siglos Trois  concertos  pour  violon, violoncelle et  orchestre
- Mascagni, Parisianisme
- Groth, Concerto pour violoncelle et orchestre
- Gnecchi, Cassandra
- Ge Gan-Ru, Fairy Lady Meng Jiang ; Les amants assiégés
- Gomes, Ouverture : Il guarany
- Donizetti, Les exilés de Sibérie
- Lavista, Aura, opéra en un acte
- Revueltas, La colonelle
- Mascagni, Héroïnes
- Villa-Lobos, Bachianas brasileras no 2 - Royal Philharmonic Orchestra
- Musique d'Amérique latine pour violoncelle de Carlos Prieto
- Symphonie  I : en un seul  mouvement : pour orchestre de chambre de Federico Ibarra Groth
- Le jongleur de Notre-Dame de Jules Massenet : Miracle en 3 actes - Roberto Alagna ; Orchestre national de Montpellier Languedoc-Roussillon
- Chávez, Deux concertos
- Gomes, Moncayo, Villa-Lobos, Ginastera - Royal Philharmonic Orchestra.